# الدانا

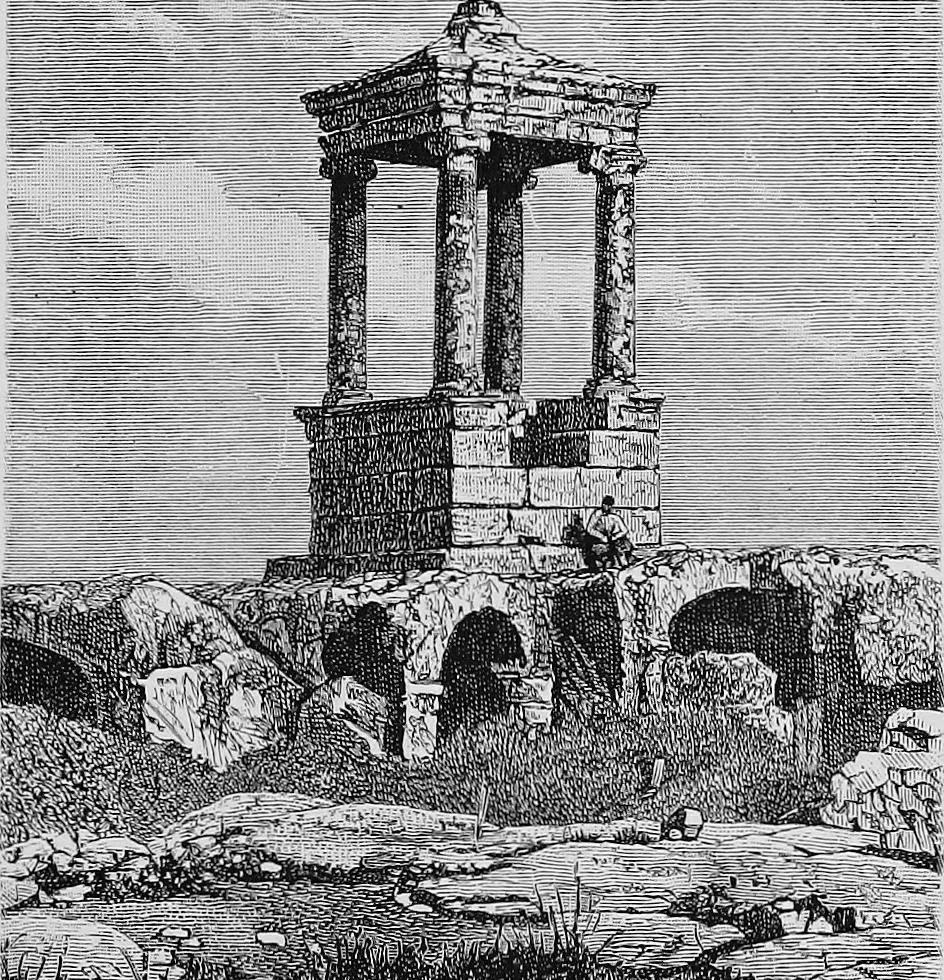
المقبرة الرومانية الهرمية في مدينة الدانا

الدانا مدينة سوريا تابعة لمحافظة إدلب وتبعد عن مدينة حارم 20 كم وعن ادلب 36 كم وتتميز المدينة بطبيعتها الجميلة وتاريخها العريق وتحيط بها مجموعة من المناطق الأثرية مثل كفر حوار، كسعالا , قصر البنات، البرد , وتضم كنائس ومدافن وابراج أثرية ومعاصر وخزانات ومعاصر قديمة وفي وسط المدينة يوجد مدفن (دانيال وهيلانة) بأعمدته المميزة وتعود الاثار للعهد البيزنطي. 